# Pristimantis paquishae
Espèce
Pristimantis paquishae est une espèce d'amphibiens de la famille des Craugastoridae.

## Répartition
Cette espèce est endémique de la province de Zamora-Chinchipe en Équateur. Elle se rencontre à environ 2 300 m d'altitude dans la cordillère du Condor.

## Étymologie
Cette espèce est nommée en l'honneur des soldats tombés en défendant "la noble cause de la patrie" lors de la guerre du Paquisha.

## Publication originale
- Brito-M., Batallas-R. & Velalcázar, 2014 : Nueva especie de rana terrestre del género Pristimantis (Amphibia: Craugastoridae),  meseta de la Cordillera del Cóndor. Papéis Avulsos de Zoologia, São Paulo, vol. 54, p. 435–446 (texte intégral).